# Casey Range
Die Casey Range ist ein zerklüfteter und scharfgratiger Gebirgszug in den Framnes Mountains im ostantarktischen Mac-Robertson-Land. Sie erstreckt sich in nordsüdlicher Ausdehnung 13 km westlich der David Range. Zu ihr gehören auch wenige Nunataks.
Entdeckt wurde sie bei der British Australian and New Zealand Antarctic Research Expedition (1929–1931) unter der Leitung des australischen Polarforschers Douglas Mawson. Mawson benannte sie nach dem australischen Politiker Richard Casey, Baron Casey (1890–1976).